# Parco nazionale del Black Canyon of the Gunnison
Il parco nazionale del Black Canyon of the Gunnison (in inglese Black Canyon of the Gunnison National Park) è una zona protetta situata negli Stati Uniti d'America e, più nello specifico, dello stato del Colorado. Gestito dal National Park Service, esistono due ingressi principali al parco: quello del lato meridionale si trova 24 km a est di Montrose, mentre l'entrata settentrionale è situata 18 km a sud di Crawford ed è chiusa in inverno. La zona protetta ospita 19 km del Black Canyon del fiume Gunnison, lungo 77 km. Il parco nazionale stesso contiene la sezione più profonda e accidentata del canyon, ma quest'ultimo procede a monte nella Curecanti National Recreation Area e a valle nella Gunnison Gorge National Conservation Area. Il nome del canyon si deve al fatto che alcune sezioni della gola ricevono solo 33 minuti di luce solare al giorno, secondo Images of America: The Black Canyon of the Gunnison. Nel libro, l'autore Duane Vandenbusche afferma: «Diversi canyon del West americano sono più lunghi e alcuni sono più profondi, ma nessuno combina la profondità, l'asprezza, la ristrettezza, l'oscurità e il terrore che trasmette Black Canyon».

## Descrizione

### Geologia

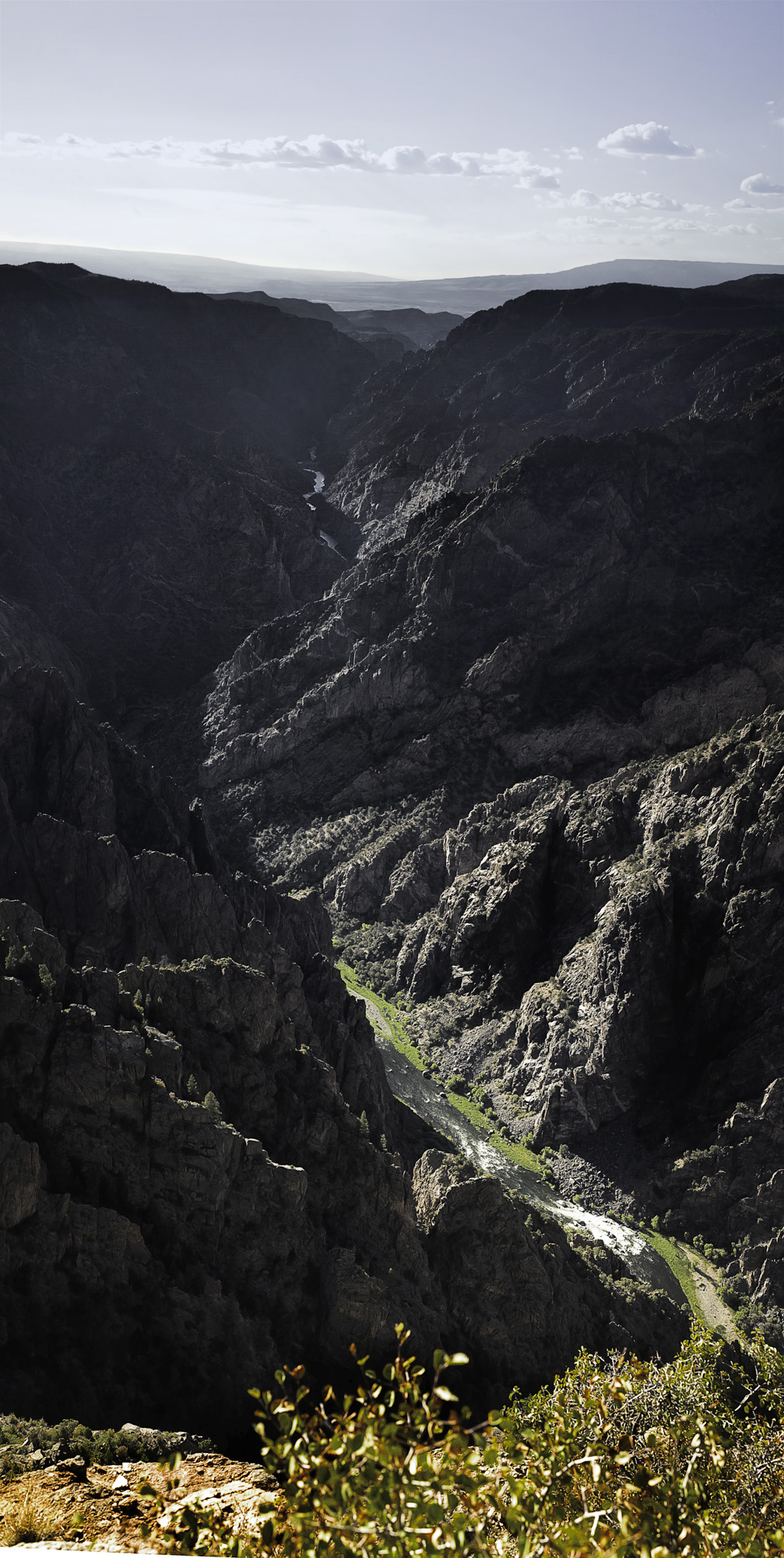
Black Canyon of the Gunnison

Il fiume Gunnison discende in media di 6,4 m/km attraverso l'intero canyon, risultando così il quinto pendio più ripido del Nord America. A titolo di confronto, il fiume Colorado discende in media di 1,42 m/km attraverso il Grand Canyon. Il dislivello maggiore del fiume Gunnison si verifica all'interno del parco, a Chasm View, con un totale pari a 45 m/km. Il Black Canyon è così chiamato perché la sua pendenza rende difficile per la luce solare raggiungere le sue profondità. Di conseguenza, il canyon è spesso avvolto dall'ombra, facendo apparire nere le pareti rocciose. Nel suo punto più stretto, la gola è larga solo 12 m rispetto al letto del fiume.
L'estrema pendenza e profondità del Black Canyon è il frutto di diversi processi geologici che agiscono in maniera congiunta. Il fiume Gunnison è il principale responsabile della morfologia del canyon, anche se molti altri eventi geologici hanno dovuto verificarsi per conferire al canyon la forma attuale.

#### Precambriano

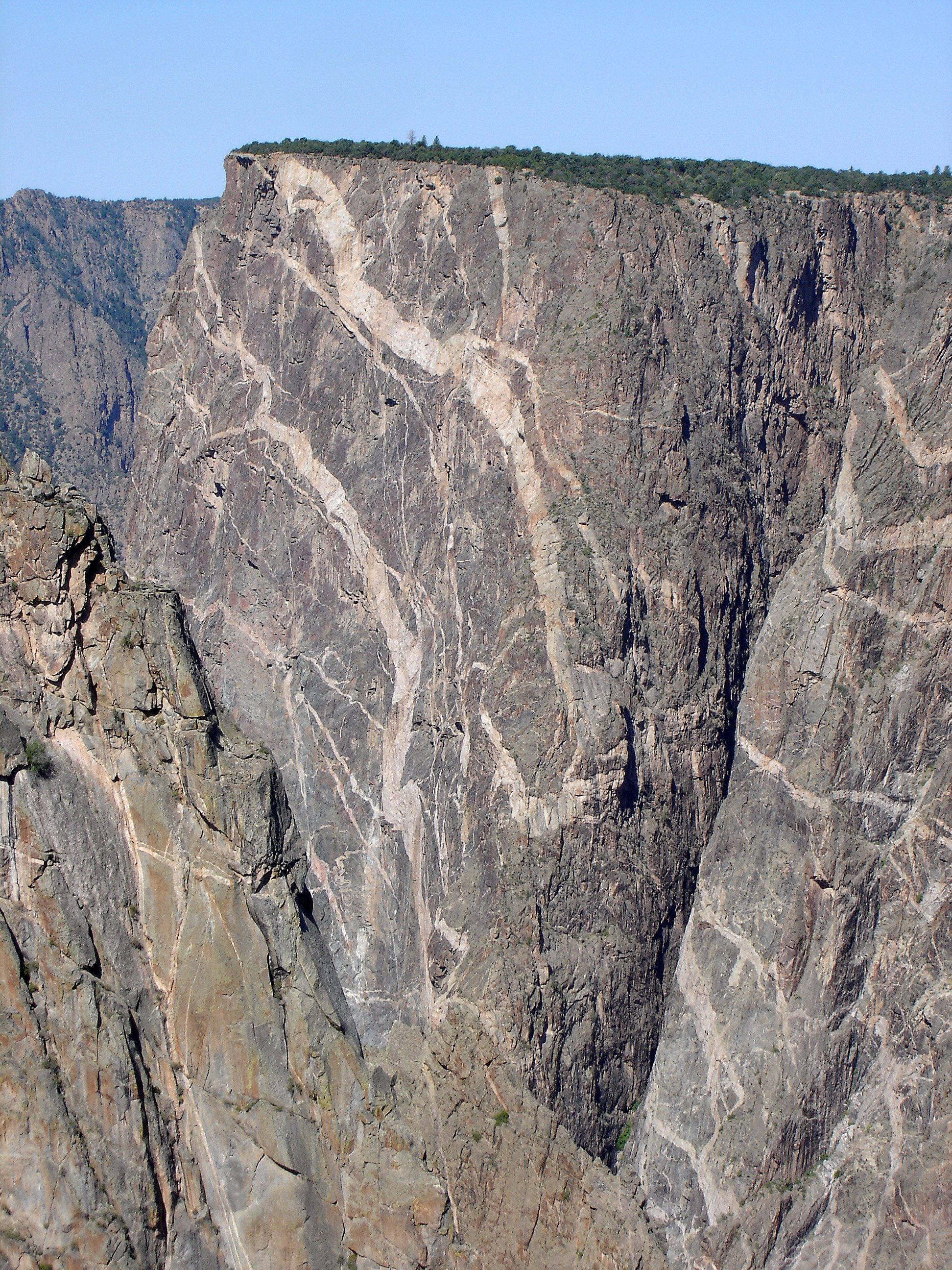
Il Painted Wall, la falesia a strapiombo più alta del Colorado (690 m s.l.m.). Si notano nitidamente i dicchi di pegmatite di colore più chiaro

Lo gneiss e lo scisto del Precambriano che costituiscono la maggior parte delle ripide pareti del Black Canyon si formarono 1,7 miliardi di anni fa, durante un periodo metamorfico causato dalla collisione di antichi archi vulcanici dell'isola con l'estremità meridionale dell'attuale Wyoming. I dicchi di pegmatite di colore più chiaro che possono essere scorti sulle rocce traversali del basamento devono la loro origine a periodi successivi al Precambriano.

#### Cretaceo-Terziario
L'intera area subì un sollevamento durante l'orogenesi laramide tra 70 e 40 milioni di anni fa, la quale faceva anche parte del Gunnison Uplift. Ciò comportò un innalzamento dello gneiss e dello scisto precambriano che compongono le pareti del canyon. Durante il Terziario, ovvero fra 26 e 35 milioni di anni fa, si verificarono intensi episodi di vulcanismo nell'area immediatamente circostante l'attuale Black Canyon. I monti West Elk, La Sal, Henry e Abajo contribuirono tutti a seppellire l'area in diverse migliaia di metri di cenere vulcanica e detriti.
Il moderno fiume Gunnison iniziò a procedere il suo corso attuale 15 milioni di anni fa, quando il deflusso dei vicini rilievi La Sal e West Elk e la catena Sawatch cominciarono a scavare attraverso i depositi vulcanici relativamente dolci.

#### Quaternario
Una volta che il fiume Gunnison riuscì a scavare il suo percorso, un ampio sollevamento nell'area avvenuto tra i 3 e i 2 milioni di anni fa fece sì che il corso d'acqua modificasse l'aspetto dei depositi vulcanici più morbidi. Con il tempo, il fiume raggiunse le rocce precambriane del Gunnison Uplift. Poiché il corso non cambiò direzione, il fiume iniziò a raggiungere le rocce metamorfiche estremamente dure del Gunnison Uplift. Il flusso era assai maggiore rispetto a quello attuale, con livelli molto più alti di torbidità. Di conseguenza, poiché esso scavò attraverso lo gneiss e lo scisto precambriano al ritmo di 25 mm ogni secolo, è legittimo sostenere che le ripide pareti oggi visibili si devono alla velocità con cui le acque condizionarono la precedente forma delle rocce.
Alcuni canyon secondari che confluiscono nel Black Canyon sono inclinati in una direzione tale da non consentire alle acque di attraversati. Si ritiene che i corsi d'acqua meno incassati nella regione abbiano virato verso un modello di drenaggio che scorre più a nord, in risposta a un cambiamento dell'inclinazione del terreno circostante. Il Gunnison, invece, che scorreva verso ovest, era essenzialmente intrappolato nella dura roccia precambriana del Black Canyon e non poteva cambiare il suo corso.

### Clima
Secondo il sistema della classificazione dei climi di Köppen, il parco nazionale del Black Canyon of the Gunnison ha estati calde e un clima continentale umido ("Dfb").
| Black Canyon of the Gunnison, Colorado (valori normali 1991-2020, estremi 2003-2020) | Mesi  | Mesi | Mesi | Mesi | Mesi | Mesi | Mesi | Mesi | Mesi | Mesi | Mesi | Mesi  | Stagioni | Stagioni | Stagioni | Stagioni | Anno  |
| Black Canyon of the Gunnison, Colorado (valori normali 1991-2020, estremi 2003-2020) | Gen   | Feb  | Mar  | Apr  | Mag  | Giu  | Lug  | Ago  | Set  | Ott  | Nov  | Dic   | Inv      | Pri      | Est      | Aut      | Anno  |
| ------------------------------------------------------------------------------------ | ----- | ---- | ---- | ---- | ---- | ---- | ---- | ---- | ---- | ---- | ---- | ----- | -------- | -------- | -------- | -------- | ----- |
| T. max. media (°C)                                                                   | 2,7   | 4,3  | 9,2  | 13,4 | 19,1 | 24,6 | 27,8 | 27,1 | 22,4 | 15,5 | 8,2  | 2,1   | 3,0      | 13,9     | 26,5     | 15,4     | 14,7  |
| T. media (°C)                                                                        | −4,0  | −2,3 | 2,1  | 5,9  | 11,3 | 16,3 | 19,6 | 19,1 | 14,7 | 7,9  | 1,6  | −4,2  | −3,5     | 6,4      | 18,3     | 8,1      | 7,3   |
| T. min. media (°C)                                                                   | −10,6 | −8,9 | −5,1 | −1,5 | 3,5  | 7,9  | 11,4 | 11,1 | 6,8  | 0,4  | −4,9 | −10,5 | −10,0    | −1,0     | 10,1     | 0,8      | 0,0   |
| T. max. assoluta (°C)                                                                | 13    | 16   | 21   | 27   | 30   | 34   | 35   | 34   | 32   | 27   | 20   | 13    | 16       | 30       | 35       | 32       | 35    |
| T. min. assoluta (°C)                                                                | −30   | −31  | −23  | −18  | −11  | −4   | 1    | 0    | −9   | −19  | −27  | −25   | −31      | −23      | −4       | −27      | −31   |
| Precipitazioni (mm)                                                                  | 44    | 44   | 51   | 47   | 40   | 19   | 42   | 43   | 53   | 48   | 38   | 39    | 127      | 138      | 104      | 139      | 508   |
| Giorni di pioggia                                                                    | 9,3   | 9,8  | 8,4  | 7,9  | 8,9  | 5,3  | 12,1 | 11,2 | 9,5  | 8,3  | 6,1  | 9,6   | 28,7     | 25,2     | 28,6     | 23,9     | 106,4 |
| Nevicate (cm)                                                                        | 51    | 55   | 45   | 35   | 12   | 0,76 | 0,0  | 0,0  | 2,8  | 12,0 | 34,0 | 49,0  | 155,0    | 92,0     | 0,8      | 48,8     | 296,6 |
| Giorni di neve                                                                       | 9,8   | 9,7  | 7,3  | 5,9  | 2,1  | 0,1  | 0,0  | 0,0  | 0,4  | 2,1  | 6,2  | 9,9   | 29,4     | 15,3     | 0,1      | 8,7      | 53,5  |

## Storia

### Epoca antica ed esplorazioni europee
Le tribù degli Ute frequentarono il canyon e ne conoscevano la posizione già da secoli quando arrivarono agli europei. Essi si riferivano al fiume come un insieme di «tante rocce e altrettanta acqua» e di solito evitavano il canyon per ragioni legate al mondo delle superstizioni. Quando gli Stati Uniti dichiararono la propria indipendenza nel 1776, due spedizioni spagnole erano transitate presso i canyon. Nel 1800, è probabile che alcuni dei numerosi cacciatori di pellicce alla ricerca di castori avessero appreso dell'esistenza del canyon, senza però lasciarne testimonianza. Il primo resoconto ufficiale del Black Canyon fu fornito dal capitano John Williams Gunnison nel 1853, che stava guidando una spedizione per esaminare una rotta da Saint Louis e San Francisco. Egli descrisse la regione come «la più accidentata, la più collinosa e la più impervia» che avesse mai visto, costeggiando il canyon a sud verso l'attuale Montrose. Dopo la sua morte, avvenuta per mano degli indiani Ute nel corso dello stesso anno, il fiume che il capitano Gunnison aveva chiamato Grand fu ribattezzato in suo onore.
Il nome del canyon si deve anche al fatto che alcune sezioni della gola ricevono solo 33 minuti di luce solare al giorno, secondo Images of America: The Black Canyon of the Gunnison. Nel libro, l'autore Duane Vandenbusche afferma: «Diversi canyon del West americano sono più lunghi e alcuni sono più profondi, ma nessuno combina la profondità, l'asprezza, la ristrettezza, l'oscurità e il terrore che trasmette Black Canyon».

### Denver e Rio Grande
Nel 1881, la Denver and Rio Grande Railroad di William Jackson Palmer aveva raggiunto la zona partendo da Denver. La tratta fu costruita per fornire un collegamento alle fiorenti miniere d'oro e d'argento delle montagne di San Juan. Il terreno accidentato precludeva l'utilizzo di una rotaia standard, ma Palmer optò per uno scartamento più stretto. Ci volle più di un anno per i lavoratori irlandesi e italiani per ritagliarsi un fondo stradale di circa 24 km da Sapinero a Cimarron, costando l'incredibile cifra di 165.000 dollari al miglio; pare che l'ultimo costò più dell'intero progetto di Royal Gorge.
Il primo treno passeggeri attraversò il Black Canyon il 13 agosto 1882. L'editore della Gunnison Review-Press viaggiava su una delle auto d'osservazione e constatò che il canyon era «senza dubbio il più grande e accidentato del mondo attraversato dal "cavallo di ferro". Avevamo spesso sentito parlare dello scenario di questo canyon, ma nessuno può avere la più pallida idea della sua grandezza e magnificenza fino a quando non vi viaggia attraverso. Si tratta una stretta gola con pareti di granito che si innalzano in alcuni punti fino a un'altezza di migliaia di piedi [...] In tutta la sua lunghezza, non c'è probabilmente un quarto di miglio di percorso rettilineo. È a tutti gli effetti una strada a serpentina e le curve appaiono frequenti e brusche. In centinaia di punti, le pareti di granito risultano perpendicolari e in molti luoghi il fondo stradale è scavato nel fianco delle pareti». Egli proseguì la sua analisi affermando: «Un'altra impresa simile nel campo dell'ingegneria ferroviaria probabilmente non esiste nel mondo, e forse non c'è nessuna sezione del Colorado o dell'intero Paese in cui si possa trovare uno scenario così variegato e interessante».

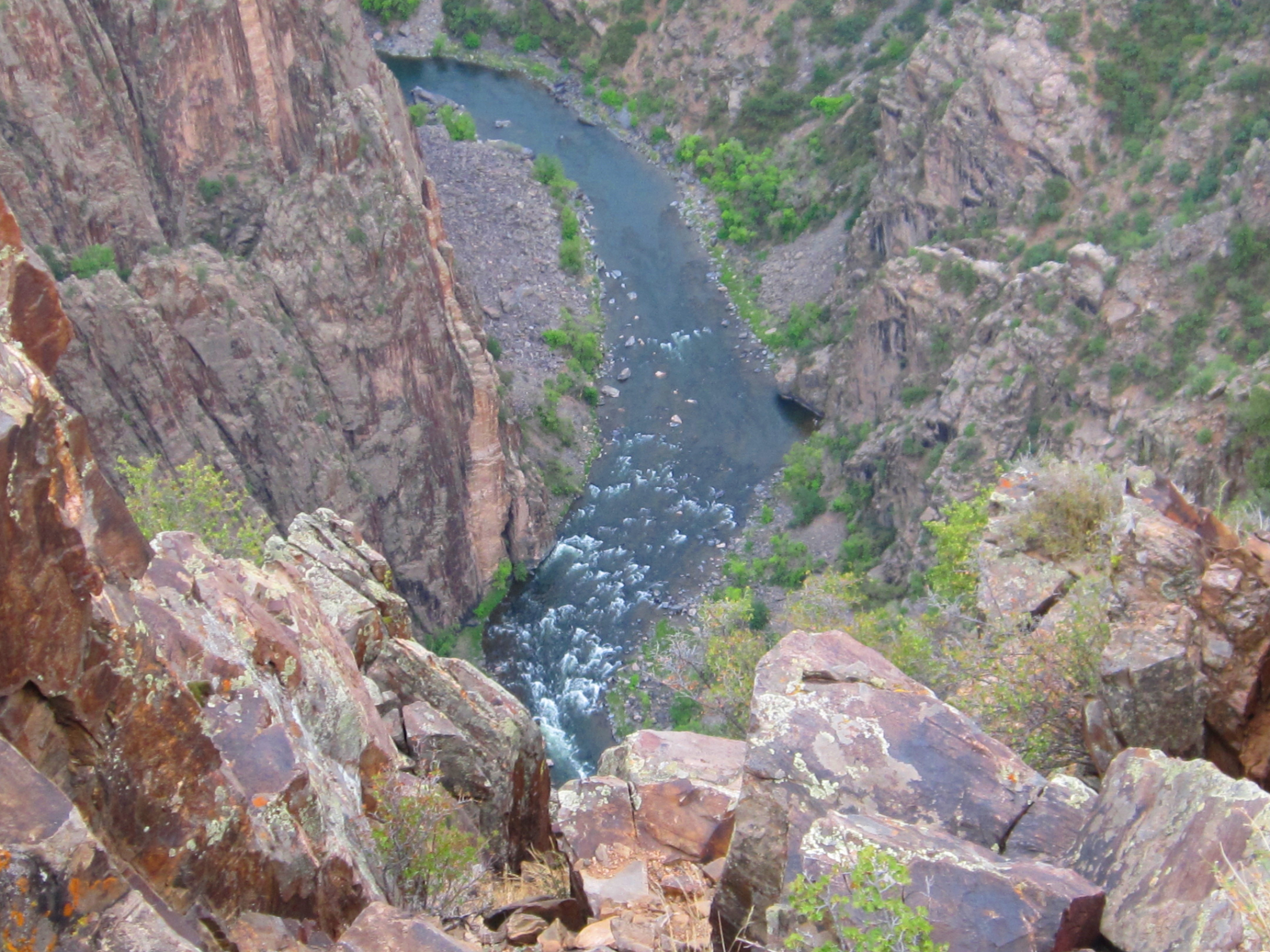
Panoramica del Black Canyon con il fiume Gunnison

Nella speranza di far passare la ferrovia attraverso il resto del Black Canyon, Palmer inviò il suo ingegnere di punta Bryan Bryant in un'esplorazione del canyon interno. Bryant partì con un equipaggio di 12 uomini nel dicembre 1882 aspettandosi di completare il sondaggio in 20 giorni, ma ce ne volle 68. «Otto dei dodici uomini dell'equipaggio se ne andarono dopo pochi giorni, terrorizzati dal compito che avevano intrapreso. Quello che il resto degli interessati ammirò era spettacolare e non era mai stato visto da un altro essere umano». Bryant riferì che il Black Canyon era impenetrabile e che risultava impossibile costruire qualcosa nelle sue viscere.
Seguendo il consiglio di Bryant, Palmer decise di instradare la ferrovia a sud del canyon e nel marzo 1883 completò il suo collegamento con Salt Lake City e, per un breve periodo, il canyon si trovava sulla linea principale di un sistema ferroviario transcontinentale. Mentre la ferrovia e i primi visitatori usavano il canyon come un percorso per lo Utah e le miniere a sud-ovest, i visitatori successivi cominciarono a scorgere nel canyon un'opportunità di svago e turismo. Rudyard Kipling descrisse la sua corsa nel 1889 attraverso il canyon nei seguenti termini: «Ci addentrammo in una gola, lontana dal sole, dove le rocce raggiungevano circa 610 metri di altezza, e dove un fiume spaccato di roccia ruggiva e ululava a tre metri di distanza più sotto da una pista che sembrava essere stata costruita sul semplice principio di gettare nel fiume terriccio vario e appuntare qualche rotaia in cima. Vi era un certo non so che di gloria, meraviglia e mistero in quella folle cavalcata».
Nel 1890, fu completato un percorso alternativo attraverso Glenwood Springs e un altro attraverso il Black Canyon, poiché più difficile da percorrere, cadde in disuso per i treni. Tuttavia, il traffico ferroviario locale continuò sulla "Black Canyon Line" fino a quando il percorso fu finalmente abbandonata all'inizio degli anni '50. Attualmente, vari elementi della ferrovia sono stati preservati nell'area di Cimarron, incluso un ponte in acciaio detto D & RG Narrow Gauge Trestle nel canyon Cimarron.

### Il tunnel del Gunnison
Nel 1901, l'Istituto geologico nazionale inviò Abraham Lincoln Fellows e William Torrence nel canyon alla ricerca di un sito dove costruire un tunnel di deviazione che portasse l'acqua alla valle di Uncompahgre, la quale pativa carenze idriche a causa dell'afflusso di coloni nell'area. Torrence, nativo di Montrose ed esperto alpinista, si unì ad altri quattro uomini in una spedizione fallita per esplorare il canyon nel settembre 1900 usando due barche di legno. La sua esperienza si rivelò preziosa nel corso del secondo tentativo, eseguito nell'agosto del 1901. Torrence e Fellows decisero di impiegare una piccola zattera di gomma a più camere, appositamente realizzata con un'ancora di salvezza tutt'intorno invece delle barche di legno che avevano compromesso il viaggio precedente. I due uomini fecero il loro ingresso nel canyon il 12 agosto muniti di «coltelli da caccia, due funi di salvataggio in seta e borse di gomma per custodire i loro strumenti». Torrence e Fellows disponevano ciascuno di zaini del peso di circa 16 kg e la zattera di gomma si rivelò un ottimo modo per far galleggiare la propria attrezzatura sullo stretto fiume. Dopo 10 giorni di arrampicata su cascate di roccia, discese di cascate e nuotate in oltre 70 sezioni del fiume, essi terminarono la loro corsa di 48 km con una prima discesa registrata e la scoperta di un sito adatto per il tunnel.
La costruzione del tunnel iniziò 4 anni dopo e fu irta di difficoltà sin dal principio. «Le condizioni di lavoro nel tunnel erano difficili a causa degli alti livelli di anidride carbonica, temperature eccessive, umidità, acqua, fango, scisto, sabbia e una zona di frattura... Ci volle quasi un anno per scavare fino a 610 metri di roccia piena d'acqua. Il tunnel è stato scavato attraverso granito, quarzite, gneiss e scisto, nonché strati di arenaria, carbone e calcare. I lavori sul tunnel del Gunnison sono stati inizialmente eseguiti manualmente e a lume di candela. Un minatore teneva la trivella e la faceva ruotare, mentre il secondo minatore usava una mazza per conficcare il trapano nella roccia. Questo lavoro richiedeva uomini forti e laboriosi. Nonostante la buona paga e i benefici marginali, la maggior parte dei lavoratori non amava le pericolose condizioni sotterranee e rimase in media solo due settimane». Morirono ventisei uomini nel corso dell'impresa durata quattro anni. Il tunnel fu infine completato nel 1909, si estendeva per una distanza di 9,3 km e costò quasi 3 milioni di dollari. All'epoca, il tunnel del Gunnison si fregiava dell'onore di essere il tunnel di irrigazione più lungo del mondo. Il 23 settembre, il presidente William Howard Taft dedicò il tunnel a Montrose. Il portale orientale del tunnel del Gunnison è accessibile tramite la strada del portale orientale che si trova sul bordo meridionale del canyon. Sebbene il tunnel stesso non sia visibile, la diga di deviazione può essere scorta dal campeggio.

### Istituzione del parco
Il Black Canyon of the Gunnison fu nominato monumento nazionale il 2 marzo 1933 e poi ribattezzato parco nazionale il 21 ottobre 1999. Durante il 1933-1935, il Civilian Conservation Corps costruì la North Rim Road su iniziativa del National Park Service. Il percorso include otto chilometri di carreggiata e cinque piazzole di sosta panoramiche; la località è elencata nel registro nazionale dei luoghi storici degli Stati Uniti come distretto storico.

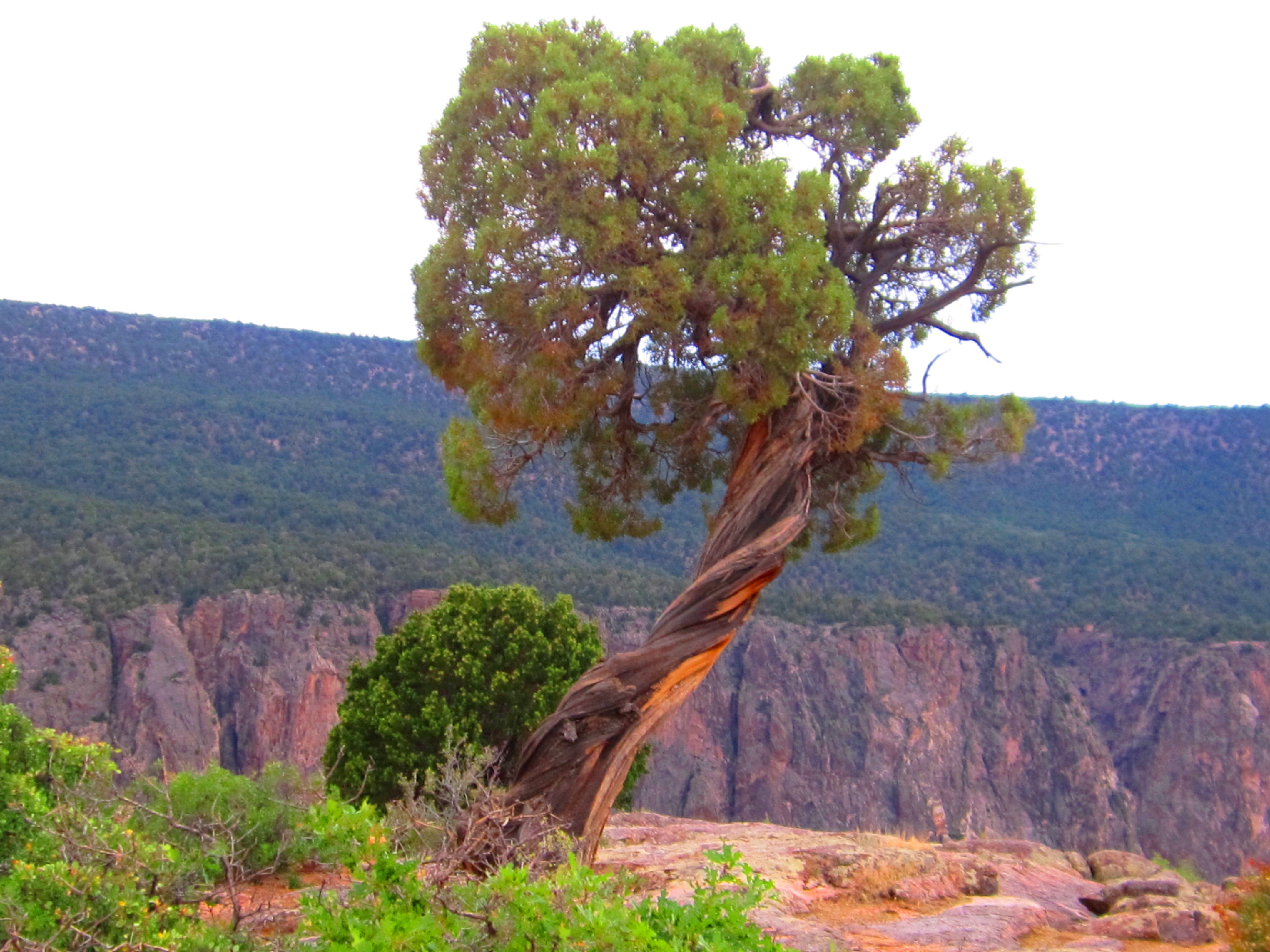
Ginepro comune (Juniperus communis) vicino alla cima del canyon

Circa la metà del parco, nello specifico 63,13 km², è stata designata wilderness nel 1976.

## Ambiente naturale
Il parco nazionale del Black Canyon of the Gunnison ospita un'ampia varietà di flora e fauna. Alcune piante comuni originarie del parco includono il pioppo tremulo (Populus tremulus), il pino giallo (Pinus ponderosa), l'artemisia tridentata, il mogano del deserto (Cercocarpus ledifolius), il ginepro dello Utah (Juniperus osteosperma), la quercia di Gambel (Quercus gambelii) e una variante di frassino (Fraxinus anomala). La gilia del Black Canyon (Aliciella penstemonoides) è una specie di fiori selvatici originaria del parco.

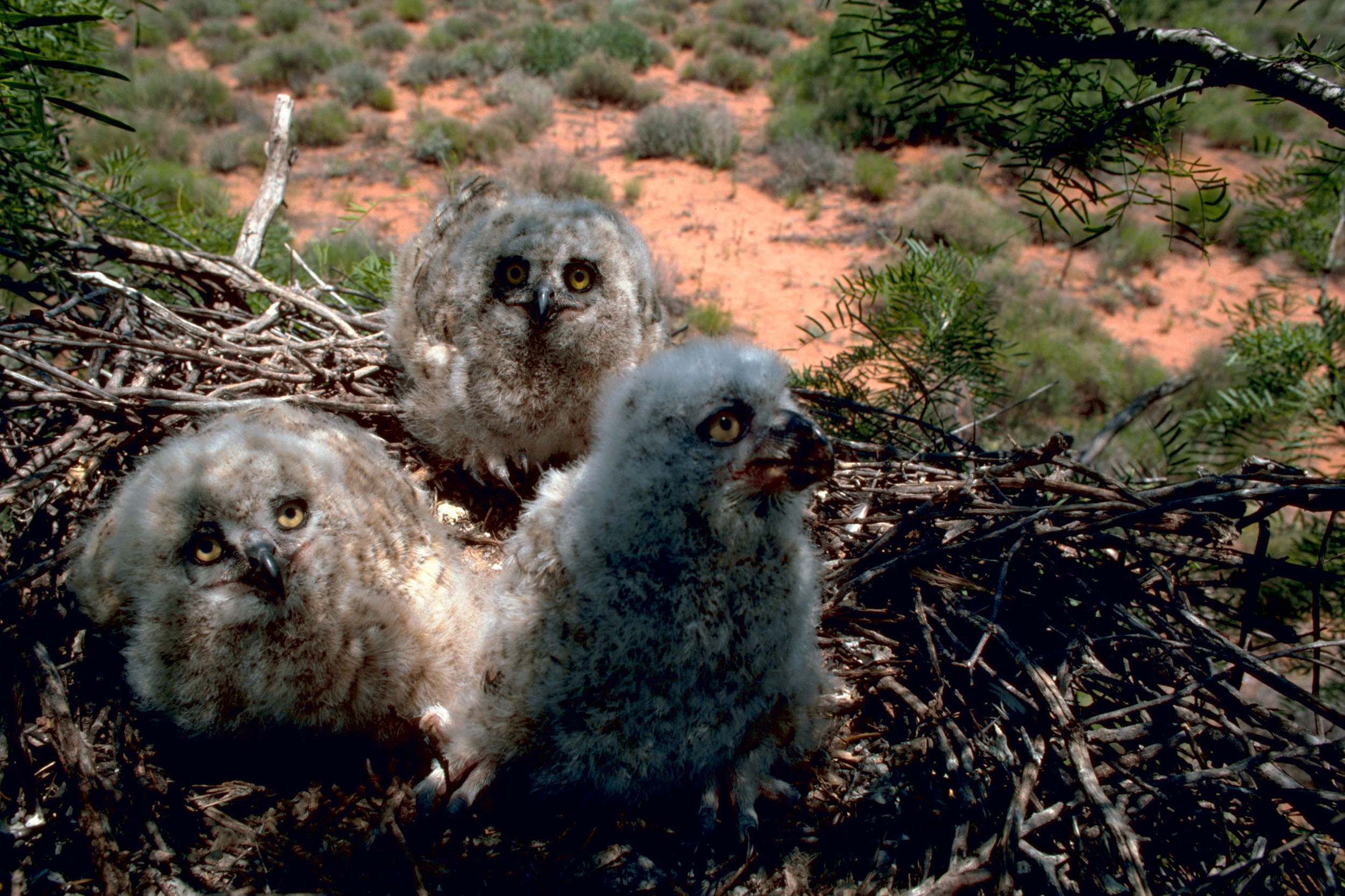
Pulcini di gufo della Virginia (Bubo virginianus). Il volatile nidifica sulle Montagne Rocciose

Tra la fauna selvatica di questo parco si annoverano l'antilocapra (Antilocapra americana), l'orso nero (Ursus americanus), il coyote (Canis latrans), il topo muschiato (Ondatra zibethicus), sei specie di lucertole, il puma (Puma concolor couguar), il procione comune (Procyon lotor), il castoro (Castor canadensis), il wapiti (Cervus canadensis), la lontra canadese (Lontra canadensis), la lince rossa (Lynx rufus) e il cervo mulo (Odocoileus hemionus). Inoltre, la gola ospita numerosi uccelli stanziali, tra cui il merlo acquiaiolo (Cinclus mexicanus), due specie di aquile, otto di falchi, sei strigiformi e la ghiandaia di Steller (Cyanocitta stelleri), così come uccelli migratori quali l'azzurro di montagna (Sialia currucoides), falco pellegrino (Falco peregrinus), la gazza (Pica hudsonia), il rondone bianco (Aeronautes saxatalis) e lo scricciolo dei canyon (Catherpes mexicanus).

## Turismo
Una media annuale di circa 190.000 turisti visitò il parco nel periodo compreso tra il 2007 e il 2016. Il numero è salito progressivamente fino allo scoppio della pandemia di COVID-19, superando i 430.000 visitatori. L'attrazione principale del parco è rappresentata dalla via panoramica lungo la US Highway 50 e la Colorado Highway 92, così come quella sul versante meridionale. L'estremità orientale del parco, dove la riserva di Blue Mesa si interseca con il Blue Mesa Point, risulta l'area più gradita per o campeggiatori. Vi è la possibilità di accamparsi in tenda e con i camper, nonché di compiere escursioni vicino al canyon, visite guidate, pesca e gite in barca. Nelle vicinanze si trova la Curecanti National Recreation Area, la quale comprende un centro visitatori, strutture per il porto turistico e, tra i dieci campeggi all'interno della zona, quella del lago Fork. L'estremità occidentale del parco consente di accedere nei pressi del fiume a bordo di automobili e di eseguire visite guidate al canyon. La breve escursione che parte dal centro visitatori di Blue Mesa Point Information si dirige verso il torrente Pine e giunge a ridosso dei luoghi dai quali si avviano le gite in barca di Morrow Point, le opportunità di pesca e l'escursionismo. Sul bordo meridionale ha luogo una piazzola di campeggio per tende e camper, dove hanno sede anche dei collegamenti elettrici e diverse tratte escursionistiche e percorsi nella natura. Il versante settentrionale è accessibile anche in automobile e ospita una piccola area disponibile per i camper. Le automobili possono accedere al fiume tramite la East Portal Road sul bordo sud; questa strada ha una pendenza del 16% ed è vietata ai veicoli di lunghezza superiore a 7 m.

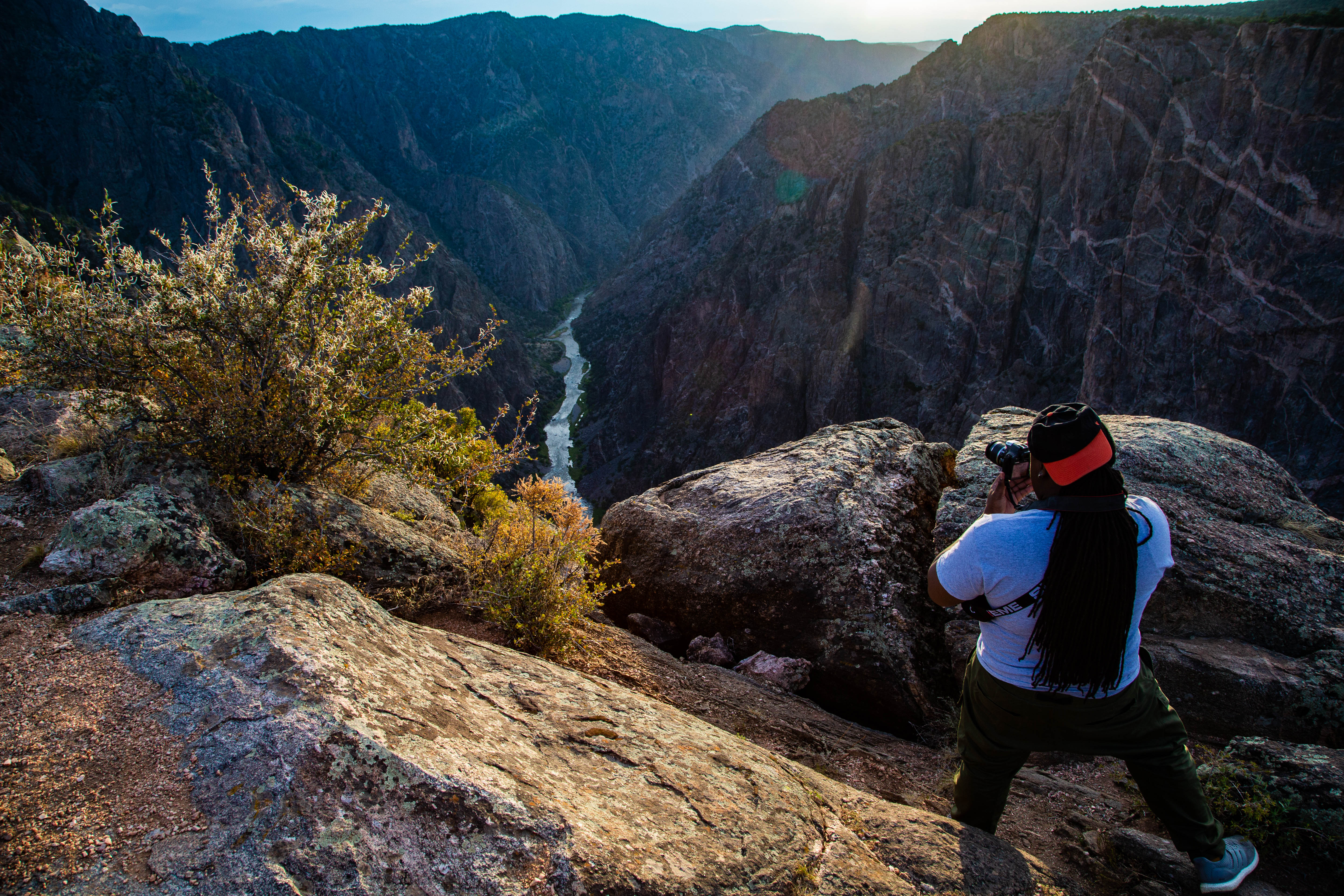
Come prevedibile, i paesaggi del parco attirano diversi appassionati di fotografia

È possibile accedere al fiume anche da sentieri ripidi e non sottoposti a manutenzione chiamati "routes" o "draws" sul bordo settentrionale e meridionale. Questi percorsi richiedono circa due ore per scendere e da due a quattro per risalire, a seconda di quale tracciato si intraprende. Tutte le discese del canyon interno sono faticose e richiedono abilità di arrampicata di Classe 3 e abilità di base nella ricerca di percorsi. Il ghiaione, le sporgenze impraticabili e l'esposizione ai rischi di caduta massi rappresentano alcune delle principali sfide che gli escursionisti devono affrontare. Anche l'edera velenosa cresce abbondantemente nei bacini e sul fondo del canyon, tanto che ai turisti si raccomanda vivamente di indossare maniche lunghe e scarponi da trekking. Anche la portata del fiume Gunnison va tenuta in considerazione per coloro che intendono accamparsi nel canyon, poiché i livelli elevati del fiume possono spazzare via i campeggi. A tal proposito, il National Park Service riferisce il seguente avviso: «I percorsi sono difficili da seguire e solo le persone in ottime condizioni fisiche dovrebbero cimentarsi in queste escursioni [...] Gli escursionisti devono trovare la propria strada ed essere preparati per l'autosoccorso». È richiesto un permesso gratuito per l'entroterra per tutto l'uso del canyon interno, tranne che all'estremità occidentale.
Il fiume Gunnison è designato come "Gold Medal Water" per 182,8 m che procedono a valle della diga di Crystal Reservoir fino a North Fork. Ciò include i 19 km circa all'interno del Black Canyon del parco. Sono consentite solo mosche ed esche artificiali e tutte le trote iridee vengono catturate e rilasciate. Inoltre, la pesca è vietata entro 180 metri circa a valle della diga di Crystal.

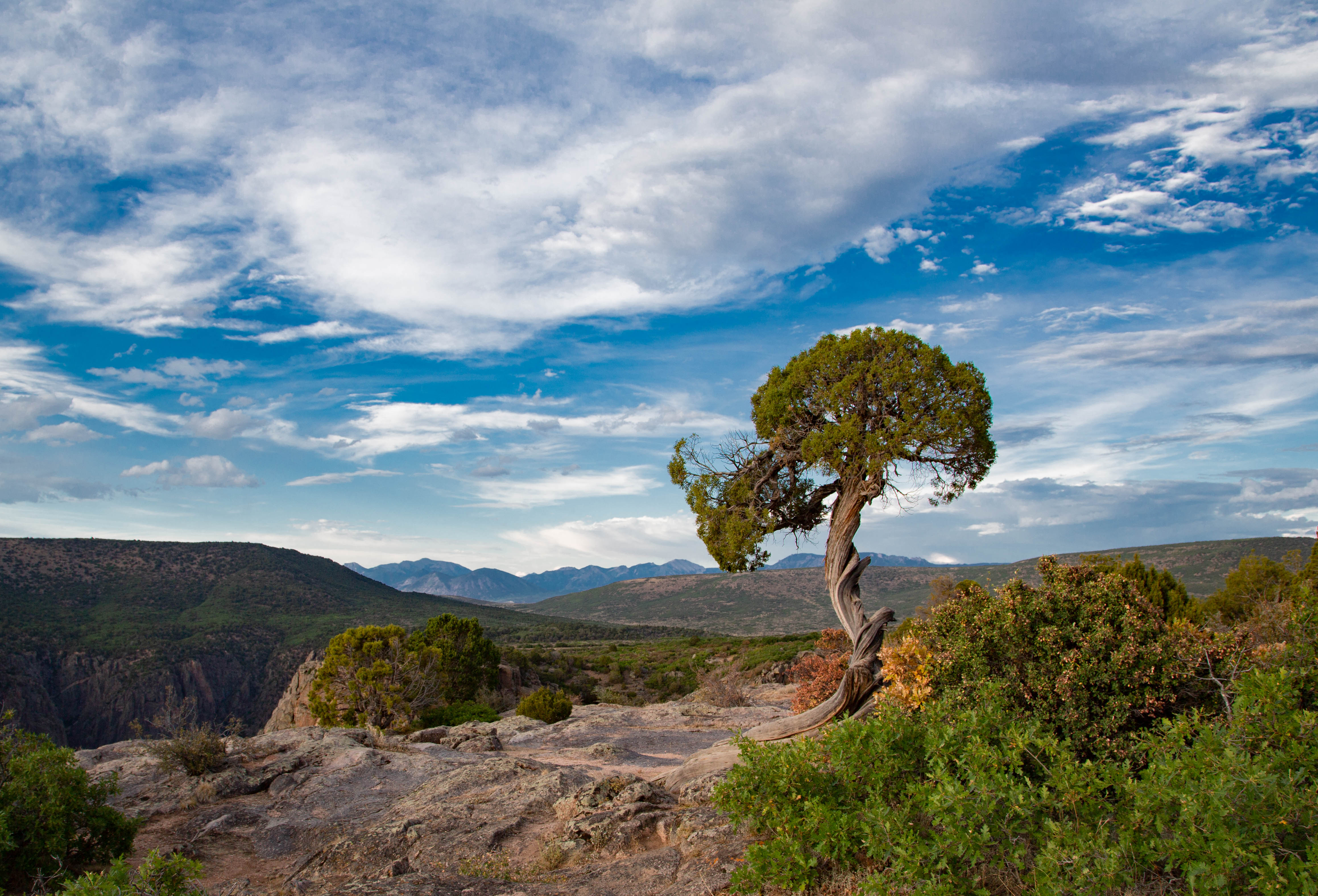
Un ginepro isolato lungo uno dei percorsi escursionistici del parco

Il Black Canyon è una località ben nota per gli appassionati di arrampicata su roccia: la maggior parte delle salite resta difficile e viene tentata solo da alpinisti esperti.
Nella regione vi è la possibilità di compiere rafting, ma la navigazione attraverso il parco stesso è una corsa tecnica difficile solo per i migliori kayakisti. Diversi specchi d'acqua risultano impraticabili e richiedono lunghi, a volte pericolosi, approdi. Le restanti rapide sono di classe III-V e sono riservate agli esperti di rafting. A valle, nella Gunnison Gorge National Conservation Area, il fiume è un po' più facile da navigare, sebbene sia raramente solcato e resti riservato a professionisti esperti, con rapide di Classe III-IV.

## Nella cultura di massa

### Musica
Il canyon ha ispirato una composizione sinfonica di Frank Erickson (1923-1996) intitolata Black Canyon of the Gunnison.
Nel 2017, la band acustica The Infamous Stringdusters ha pubblicato una canzone dedicata viaggio intrapreso da Fellows e Torrence intitolata "1901: A Canyon Odyssey".

### Letteratura
L'autrice Ursula Le Guin ha basato il sito dell'omonima città nel suo romanzo Città delle illusioni sul parco nazionale del Black Canyon of the Gunnison.